# 울트라맨 다이나
《울트라맨 다이나》(ウルトラマンダイナ)는 1997년 9월 6일부터 1998년 8월 29일까지 일본에서 방영된 특수촬영 드라마이다. 울트라 시리즈 중에서 명작으로 평가받는다. 아스카신이 빛의거인 울트라맨 다이나로 변신해 괴수,우주인과 맞서 싸우는 이야기

## 개요
울트라 시리즈 14번째 작품으로 일본에서 인지도가 많은 울트라맨이라고 할 수 있다. 울트라맨 티가와 다이나에 콜라보 극장판이 나올 정도로 인지도가 많았다. 2015년 울트라맨 다이나 블루레이가 발매되었고 게다가 울트라맨 오브 THE OR IGIN SAGA에서도 비중있게 나온다.

## 등장인물
- 츠루노 타케시 : 아스카신 역 - 슈퍼 GUTS의 대원이며 울트라맨 다이나로 변신한다. 한국판 성우는 전광주이다.
- 키노모토 료 : 히비키 코스케 역 - 슈퍼 GUTS의 대장이다.
- 후카와 토시카즈 : 코우다 토츠유키 역 -슈퍼 GUTS의 부대장.
- 사이토 리사 : 유미무라 료 역 - 슈퍼 GUTS에 에이스 파일럿
- 오노데라 죠 : 나카지마 츠토무 역 - 팀에 메카닉및 과학분석을 담당하는 대원

## 대한민국 방영
2006년 대교어린이TV에서 울트라맨 다이너로 방송했다.

## 본작의 히어로 (울트라맨 다이나)
※울트라맨 다이나
주인공인 아스카신 에게 빛의 힘이 깃들어 탄생한 울트라맨. 지구의 평화를 지키기 위해 괴수들과 맞서싸운다. 필살기는 솔젠트 광선이다.
| 이전 울트라맨 티가 | 제3대 헤이세이 울트라 시리즈 1997년 9월 6일 ~ 1998년 8월 29일 | 다음 울트라맨 가이아 |